# Annuaire Droit et Religions

L'Annuaire Droit et Religions est une revue universitaire, annuelle, qui paraît aux presses d'Aix-Marseille.

## Historique
Elle paraît depuis 2005, l'actuel directeur du comité de rédaction est Blandine Chélini-Pont.

## Description
Cette revue compte parmi les principales revues en droit et religion et est trilingue (français, anglais, espagnol).